# Hans-Hartwig Trojer
Hans-Hartwig Trojer (Birthähn, Zevenburgen, Transsylvanië, 22 januari, 1916 - Noord-Atlantische Oceaan, 27 september 1943), was een Kapitänleutnant in de Kriegsmarine tijdens de Tweede Wereldoorlog. In zijn vijf oorlogspatrouilles was hij bijzonder succesvol, vooral tijdens de aanval op konvooi SC-104. In totaal bracht hij 77.545 ton aan scheepsruimte tot zinken.

## Persoonlijke informatie
Hans-Hartwig Trojer begon zijn carrière bij de Duitse Marine in april 1936. Hij was toen lid van het zogenaamde "Olympisch Team". Omdat hij was geboren in Transsylvanië, Roemenië, kreeg hij al snel de bijnaam "Graaf Dracula" van zijn kameraden. In oktober 1938 trad hij in dienst bij de U-bootstrijdmacht en bracht de eerste twee jaren van de oorlog door als wachtofficier op de U 34 en de U 67. Na het voltooien van zijn U-bootcommando-opleiding, kreeg Trojer het bevel over de schoolboot U 3. Trojer werd bevorderd tot Oberleutnant-zur-See. In maart 1942 kreeg hij de opdracht voor een werkelijke oorlogspatrouille met de U 221. Hij werd toegewezen met zijn nieuwe commando met de Type VIIC-boot, de U 221. Op 3 september 1942 vertrok hij vanuit Kristiansand, Noorwegen, naar zijn nieuwe Franse basis St. Nazaire, waar hij na 50 patrouilledagen, op 22 oktober aankwam.
Trojer bracht zes schepen voor een totaal van 29.682 BRT tot zinken op zijn eerste oorlogspatrouille en hij en zijn bemanning verdienden een vermelding en werden vernoemd in het Wehrmachtsbericht. Op zijn derde patrouille werd Trojer met een radiobericht gemeld dat hij het Ridderkruis van het IJzeren Kruis zou ontvangen. Op 1 april 1943 ontving hij een bevordering tot Kapitänleutnant. Hans-Hartwig Trojer werd echter gedood toen de U 221 tot zinken werd gebombardeerd met alle hens nog aan boord, door een aanval van een Britse Handley Page Halifax-bommenwerper, ten zuiden van Ierland op 27 september 1943. Hans-Hartwig Trojer was 27 jaar toen hij sneuvelde...

## U-boot - Vertrek en Aankomst
- 1. U 221 - 1 sep. 1942: Kiel - 2 sep. 1942: Kristiansand: 2 dagen (Geen daadwerkelijke oorlogspatrouille)
- 2. U 221 - 3 sep. 1942: Kristiansand - 22 okt. 1942: St. Nazaire: Patrouille van 50 dagen
- 3. U 221 - 23 nov. 1942: St. Nazaire - 23 dec. 1942: St. Nazaire: Patrouille van 31 dagen
- 4. U 221 - 27 feb. 1943: St. Nazaire - 28 maart 1943: St. Nazaire: Patrouille van 30 dagen
- 5. U 221 - 3 mei 1943: St. Nazaire - 21 juli 1943: St. Nazaire: Patrouille van 80 dagen
- 6. U 221 - 20 sep. 1943: St. Nazaire - 27 sep. 1943: (+) (Tot zinken gebracht na een patrouille van 8 dagen)
- 5 oorlogspatrouilles: 199 dagen op zee

## Successen
- 11 schepen gezonken voor een totaal van 69.589 BRT
- 10 oorlogsschepen verzonken voor een totaal van 759 ton
- 1 schip beschadigd voor een totaal van 7.197 BRT
- Met een totaal van 77.545 ton aan scheepsruimte

## Militaire loopbaan
- Offiziersanwärter: 3 april 1936[3][1]
- Seekadett: 10 september 1936[3][1]
- Fähnrich zur See: 1 mei 1937[3][1]
- Oberfähnrich zur See: 1 juli 1938[3][1]
- Leutnant zur See: 1 oktober 1938[3][1]
- Oberleutnant Zur See: 1 oktober 1940[3][1]
- Kapitänleutnant: 1 april 1943[3][1]

## Decoraties
- Ridderkruis van het IJzeren Kruis op 24 maart 1943 als Oberleutnant Zur See en Commandant van de U-221[4][5][3][1]
- IJzeren Kruis 1939, 1e Klasse (5 augustus 1940)[6][5][3][1]en 2e Klasse (7 februari 1940)[6][5][3][1]
- Onderzeebootoorlogsinsigne 1939 op 12 november 1939[6][5][3][1]
- Dienstonderscheiding van Leger en Marine voor (4 dienstjaren) in 1940[7]
- Hij werd eenmaal genoemd in het Wehrmachtsbericht. Dat gebeurde op:
- 14 oktober 1942[5][3][8]

## U-bootcommando
- U 3 - 3 juli 1941 - 2 maart 1942: (Geen oorlogspatrouilles)
- U 221 - 9 mei 1942 - 27 september 1943 (+)
- 5 oorlogspatrouilles (199 dagen + overleden tijdens deze patrouille)